# 庄果
庄果（1912年2月—2000年3月7日），福建福州人，毕业于复旦大学，原中共官员，曾数次出任武汉大学党委书记及校长一职。

## 生平
1936年，加入中国共产党。20世纪六十年代初，时任武汉大学校长的李达，武汉大学党委书记朱劭天,常务副校长何定华被认为是武大的“三家村”，并予以批判。
1964年，朱劭天被调离武大，湖北省省委另派庄果担任武大党委书记一职，并主持工作。 庄果任武大党委书记时，参与领导批斗中共元老-校长李达，并且在1966年7月19日私拆李达写给毛泽东的'救命信'。1966年8月25日，李达于武汉不治身亡。
庄果于1965年4月—1970年2月和1981年12月—1984年7月 两度出任武汉大学党委书记，并于 1980年6月—1981年6月出任武汉大学校长。

## 家庭
原武大后勤保障部部长江建勤为庄果的女婿。2009年6月，江被湖北省纪委调查，两个月后被正式批捕，罪名是涉嫌受贿。此后有传闻江在被审讯中供出武大常务副校长 陈昭方及常务副书记龙小乐，成为2009年中国一知名贪腐大案。

## 注
1. ↑  中国新四军和华中抗日根据地研究会编. . 北京：中共党史出版社. 2016.09: 254–255. ISBN 978-7-5098-3839-6.
2. ↑  庄 果[永久]

| 前任： 朱劭天 | 武汉大学党委书记 1965年4月－1970年2月 | 繼任： 纪辉 |

| 前任： 李达 | 武汉大学校长 1980年6月－1981年6月 | 繼任： 刘道玉 |

| 前任： 纪辉 | 武汉大学党委书记 1981年12月－1984年7月 | 繼任： 任心廉 |